# 25 Years of Perfecto Records
25 Years of Perfecto Records – album kompilacyjny angielskiego DJ-a i producenta muzycznego Paula Oakenfolda. Wydany został 20 marca 2015 roku nakładem wytwórni płytowej Perfecto Records. Wydawnictwo stanowi podsumowanie 25-letniej działalności wytwórni Perfecto Records.

## Lista utworów
Opracowano na podstawie materiału źródłowego.

### CD 1
| 1.  | Paul Oakenfold feat. Angela McCluskey – "You Could Be Happy (Paul Oakenfold Future House Radio Edit)" | 3:04    |
|     | |         |
| 2.  | BT – "Embracing the Sunshine (Embracing the Future Radio Edit)"                                       | 5:20    |
|     | |         |
| 3.  | Grace – "Not Over Yet (Perfecto Radio Edit)"                                                          | 4:21    |
|     | |         |
| 4.  | Robert Owens – "I’ll Be Your Friend (Glamourous Mix)"                                                 | 8:52    |
|     | |         |
| 5.  | Lost – "The Gonzo (Original Mix)"                                                                     | 7:22    |
|     | |         |
| 6.  | Tilt – "My Spirit (Groovestation Extended Mix)"                                                       | 6:50    |
|     | |         |
| 7.  | Mozaic – "Sing It (The Hallelujah Song) (Quivver’s Dirty Dub)"                                        | 8:48    |
|     | |         |
| 8.  | Quivver – "Believe in Me (Radio Edit)"                                                                | 4:01    |
|     | |         |
| 9.  | Grace – "Skin on Skin (Orange Mix)"                                                                   | 7:58    |
|     | |         |
| 10. | Dope Smugglaz – "The Word (Original Mix)"                                                             | 5:49    |
|     | |         |
| 11. | Stella Browne – "Every Woman Needs Love (Full Intention Mix)"                                         | 7:08    |
|     | |         |
| 12. | Ce Ce Peniston feat. Joyriders – "Finally (Tiger Stripes Radio Edit)"                                 | 3:26    |
|     | |         |
| 13. | Paul Oakenfold – "Southern Sun (Moe Aly Radio Edit)"                                                  | 4:24    |
|     | |         |
| 14. | Paul Oakenfold & Cassandra Fox – "Touch Me (Paul Oakenfold ‘Stateside’ Radio Edit)"                   | 3:15    |
|     | |         |
| 15. | Timo Maas feat. Martin Bettinghaus – "Ubik (The Dance)"                                               | 8:02    |
|     | |         |
| 16. | Tilt vs Paul van Dyk – "Rendezvous (Tilt’s Quadraphonic Instrumental)"                                | 8:44    |
|     | |         |
| 17. | Man With No Name feat. Hannah – "Paint A Picture (Vocal Mix)"                                         | 5:40    |
|     | |         |
| 18. | Man With No Name – "Vavoom (Original Mix)"                                                            | 7:28    |
|     | |         |
|     | | 1:50:32 |
|     | |         |

### CD 2
| 1.  | BT – "Loving You More (Man With No Name Mix)"                                         | 7:00    |
|     |                                                                                       |         |
| 2.  | Leama – "Requiem for a Dream (Paul Oakenfold Radio Edit)"                             | 3:30    |
|     |                                                                                       |         |
| 3.  | Paul Oakenfold feat. J Hart – "Surrender (Protoculture Radio Edit)"                   | 3:32    |
|     |                                                                                       |         |
| 4.  | Paul Oakenfold – "Cafe Del Mar (Radio Edit)"                                          | 4:30    |
|     |                                                                                       |         |
| 5.  | Mekka – "Diamondback (Original Mix)"                                                  | 6:50    |
|     |                                                                                       |         |
| 6.  | Paul Oakenfold – "Barber’s Adagio for Strings (Vocal Radio Edit)"                     | 4:20    |
|     |                                                                                       |         |
| 7.  | Ascension – "Someone (Original Vocal Mix)"                                            | 8:50    |
|     |                                                                                       |         |
| 8.  | Perfecto Allstars – "Reach Up (Papa’s Got a Brand New Pig Bag) (Perfecto Radio Edit)" | 3:40    |
|     |                                                                                       |         |
| 9.  | Amoeba Assassin – "Rollercoaster (Oakey’s Courtyard Mix)"                             | 8:14    |
|     |                                                                                       |         |
| 10. | Tilt – "I Dream (Casa de Angeles Mix)"                                                | 9:58    |
|     |                                                                                       |         |
| 11. | Man With No Name – "Floor Essence (Apogee Radio Edit)"                                | 3:53    |
|     |                                                                                       |         |
| 12. | Jan Johnston – "Flesh (DJ Tiësto Radio Edit)"                                         | 3:53    |
|     |                                                                                       |         |
| 13. | Planet Perfecto Knights – "ResuRection (Paul Oakenfold Full on Fluoro Radio Edit)"    | 3:56    |
|     |                                                                                       |         |
| 14. | Paul Oakenfold – "Full Moon Party (Thomas Datt Radio Edit)"                           | 3:30    |
|     |                                                                                       |         |
| 15. | Planet Perfecto – "Bullet in the Gun (Saturday Mix)"                                  | 9:28    |
|     |                                                                                       |         |
| 16. | BT – "Flaming June (BT & PvD Radio Edit)"                                             | 3:45    |
|     |                                                                                       |         |
|     |                                                                                       | 1:28:49 |
|     |                                                                                       |         |